# アントニオ・ロペス
アントニオ・ロペス・ゲレーロ（Antonio López Guerrero, 1981年9月13日 - ）は、スペイン・バレンシア州ベニドルム出身の元プロサッカー選手。現役時代のポジションは左サイドバック。元スペイン代表

## 経歴

### クラブ
アトレティコ・マドリードのユースチーム出身。チームが2部リーグにあった2001-02シーズンからトップチームに合流し、1部リーグへの復帰に貢献した。
その後CAオサスナにレンタル移籍し、2002-03、2003-04の2シーズンを過ごし、リーグ戦欠場わずか5試合の活躍をみせた。Navarreの登録名でプレイし、2002-03シーズンには2ゴールを決めた。
アトレティコに復帰後は登録名をLópezに戻し、急速にチーム内での地位を確立していく。しかしながら2007-08シーズンにはマリアーノ・ペルニアにポジションを奪われ、ゲオルギオス・セイタリディスやフアン・バレーラの負傷に伴い右サイドバックを務めた。
アトレティコでは主将も務めた。
2014年9月に現役引退を発表した。

### 代表
2005年3月20日、2006 FIFAワールドカップ・ヨーロッパ予選のセルビア・モンテネグロ戦でホセ・アントニオ・レジェスとの途中交代で代表デビュー。2005年にはサンマリノ戦で初得点。アシエル・デル・オルノのバックアップ要員と目されていたが、デル・オルノの負傷の際にはペルニアが代役を務めたため、2006 FIFAワールドカップの出場はサウジアラビア戦のみだった。

## エピソード
- 2006年、アトレティコ・マドリー財団によりニカラグアに建設された児童教育発展センターの記念式典に、ロペスが親善大使として出席した。式典の後には現地の子どもたちと試合をするなどの交流をした。

## 所属クラブ
- アトレティコ・マドリードB 1999-2001
- アトレティコ・マドリード 2000-2012
  - → CAオサスナ 2002-2004 (期限付き移籍)
- RCDマヨルカ 2012-2014

## 代表歴

### 出場大会
- スペイン代表
  - 2006 FIFAワールドカップ

### 試合数
- 国際Aマッチ 16試合 1得点（2005年-2007年）[2]

| スペイン代表 | 国際Aマッチ | 国際Aマッチ |
| 年           | 出場        | 得点        |
| ------------ | ----------- | ----------- |
| 2005         | 7           | 1           |
| 2006         | 8           | 0           |
| 2007         | 1           | 0           |
| 通算         | 16          | 1           |

## タイトル
クラブ
- アトレティコ・マドリード
  - UEFAヨーロッパリーグ: 2009-10